# Kontzertua Gaztetxean
Kontzertua Gaztetxean ("concierto en el gaztetxe") es el nombre del video de la grabación de un concierto, grabado en VHS del grupo Soziedad Alkoholika y lanzado en 1994.

## Canciones
| N.º | Título                                                | Duración |  |
| 1.  | «Jaulas de tierra» (Y ese que tanto habla...)         |          |  |
| 2.  | «Feliz falsedad» (Feliz falsedad)                     |          |  |
| 3.  | «José Andrés» (Y ese que tanto habla...)              |          |  |
| 4.  | «Perra vida» (Soziedad alkoholika)                    |          |  |
| 5.  | «Mili mierda» (Y ese que tanto habla...)              |          |  |
| 6.  | «Kontra la agresión kastrazión» (Soziedad alkoholika) |          |  |
| 7.  | «Nos vimos en Berlín» (Soziedad alkoholika)           |          |  |
| 8.  | «Black & Decker» (Intoxikazión etílika)               |          |  |
| 9.  | «Ariel ultra» (Y ese que tanto habla...)              |          |  |
| 10. | «La de Queen» (Feliz falsedad)                        |          |  |
| 11. | «Síndrome del Norte» (Y ese que tanto habla...)       |          |  |
| 12. | «Automarginao» (Y ese que tanto habla...)             |          |  |
| 13. | «Cienzia asesina» (Soziedad alkoholika)               |          |  |
| 14. | «Ya güelen» (Y ese que tanto habla...)                |          |  |

- Datos: Q5478240